# Llac de Joux
El llac de Joux és un llac a la vall de Joux, en el cantó de Vaud, a Suïssa.

## Geografia
La seva altitud és de 1.004 metres i la seva profunditat màxima de 32 metres. Té una superfície de 9,5 quilòmetres quadrats i es troba a la Serralada del Jura.
És alimentat principalment pel riu Orbe, que ve del sud-oest de França, i pel Lionne, després de creuar el poble de L'Abbaye. Part de les seves aigües desemboquen en el llac de Brenet, el seu veí més petit, però la major part de l'aigua subterrània flueix per arribar a Vallorbe. L'aigua passa a través dels sòls de pedra calcària del llac i més clarament en les coves de Vallorbe.
El llac es congela a l'hivern i amb freqüència, en el passat, el gel s'exportava al pla i a l'estranger per satisfer les necessitats dels hospitals i restaurants.
La vall del Joux és rica en bellesa natural. Des del cim del Vaulion de Dent (1483 m) es pot gaudir d'una vista esplèndida sobre la vall, que s'estén a uns 30 quilòmetres. Als peus, el llac de Joux, una mica a l'oest, el llac Brenet. Bàsicament, l'Orbe que flueix cap al llac que voreja al llarg del seu sinuós recorregut a través de dues reserves naturals.

## Galeria

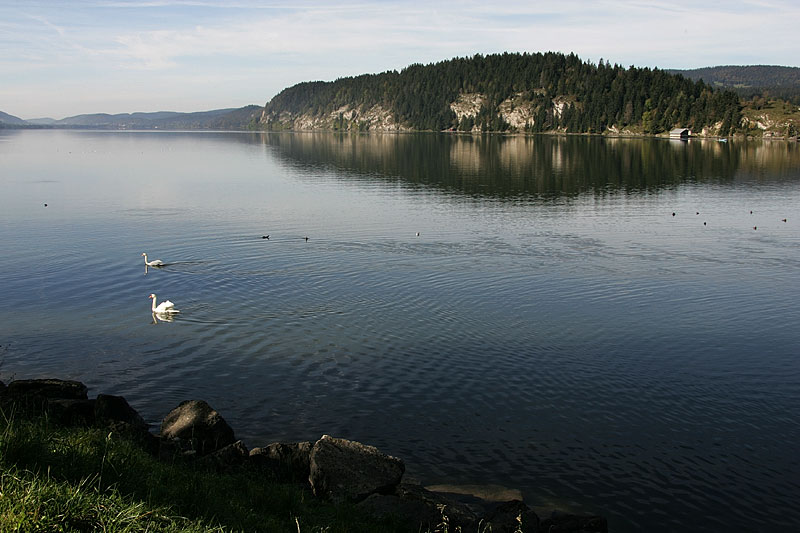
Vista des del Pont
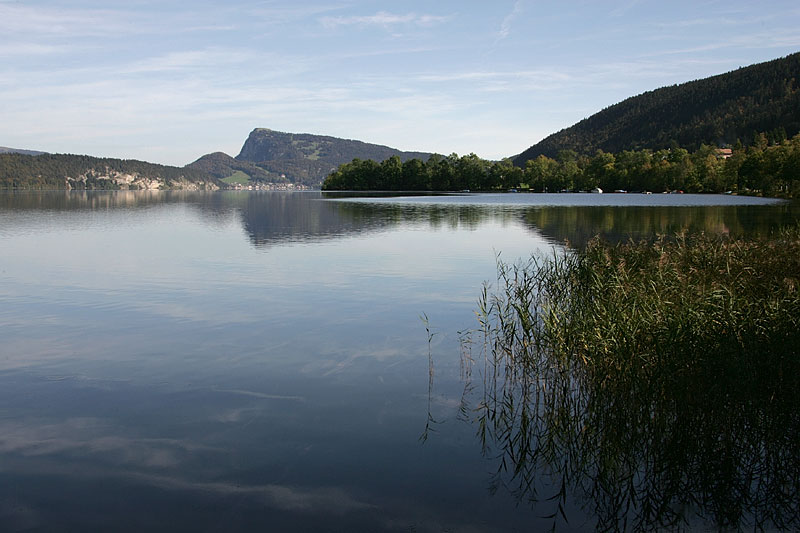
Vista des dels Bioux
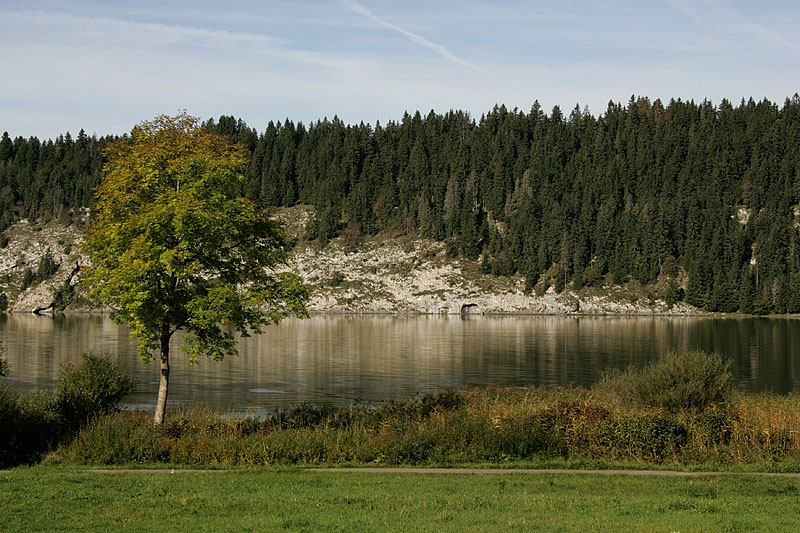
En les ribes de L'Abbaye
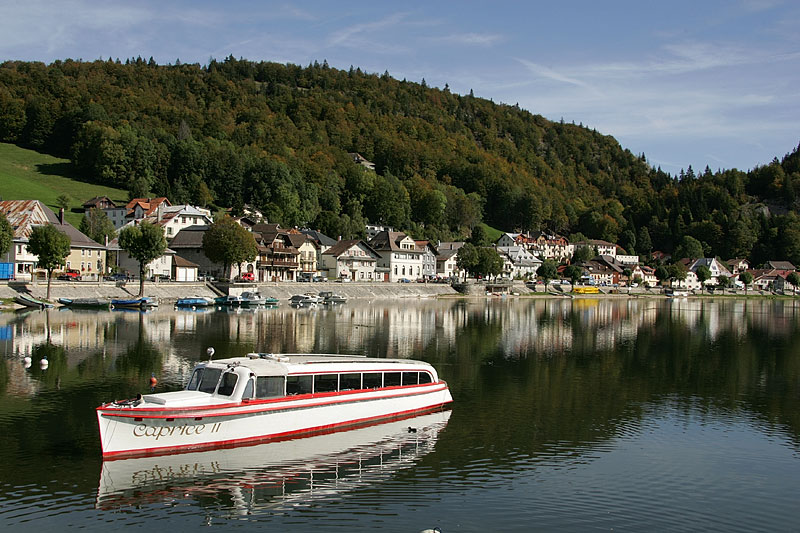
El Pont